# Liste alphabétique de philosophes contemporains
Cette liste recense les philosophes contemporains. 
On peut comprendre philosophes contemporains en deux sens :
1. Philosophes après la période moderne et jusqu'à nos jours
2. Philosophes actuellement en vie

Cette liste concerne ces deux acceptions du terme. 
- Haut – A
- B
- C
- D
- E
- F
- G
- H
- I
- J
- K
- L
- M
- N
- O
- P
- Q
- R
- S
- T
- U
- V
- W
- X
- Y
- Z

## A
- Abderrahman Taha
- Apel Karl-Otto
- Arendt Hannah
- Armstrong David Malet
- Aron Raymond

## B
- Bachelard Suzanne (1919 - 2007)
- Badiou Alain
- Baudrillard Jean
- de Beauvoir Simone
- Begum Hasna (1935 - 2020)
- Belot Gustave
- Benoist Jean-Marie
- Estelle Binant (1946 - 2023)
- Bolzano Bernard (1781 - 1848)
- Bouveresse Jacques (1940 - 2021)
- Bunge Mario (1920 - 2020)
- Burgat Florence
- Butler Judith

## C
- Canto-Sperber Monique
- Caron Maxence
- Cazenave Michel
- Cerin Sorin
- Cespedes Vincent
- Chestov Léon
- Cioran Emil
- Clavier Paul
- Comte-Sponville André
- Conche Marcel

## D
- Davidson Donald
- Debray Régis
- Deleuze Gilles
- Dennett Daniel
- Derrida Jacques
- Didi-Huberman Georges

## E
- Engel Pascal
- Enoch David

## F
- Faye Emmanuel
- Ferry Luc
- Finkielkraut Alain
- Foucault Michel
- Frege Gottlob

## G
- Gauchet Marcel
- Girard René
- Glucksmann André
- Goodman Nelson
- Granger Gilles Gaston

## H
- Hadot Pierre
- Haber Stéphane
- Habermas Jürgen
- Haddad Mezri
- Hassan Hanafi
- Harman Graham
- Heidegger Martin
- Helene von Druskowitz
- Husserl Edmund
- Hocquet Thierry
- Honneth Axel

## J
- Mohammed Abed El Jabri

## K
- Kuhn Thomas
- Abdelkébir Khatibi

## L
- Lahbabi Mohamed Aziz
- Laroui Abdallah
- Larrère Catherine
- Laruelle François
- Latour Bruno
- Leśniewski Stanisłas
- Levavasseur Alain
- Levinas Emmanuel
- Lévy Bernard-Henry
- Longino Helen
- Lordon Frédéric
- Lowen Eric,
- Löwy Michael
- Łukacs Georg
- Łukasiewicz Jan
- Ludwig Wittgenstein

## M
- Marion Jean-Luc
- Méda Dominique
- Meillassoux Quentin
- Merleau-Ponty Maurice
- Michéa Jean-Claude
- Michon Pascal
- Misrahi Robert
- Moreau André
- Morin Edgar
- Marquet Jean-François
- Maldiney Henri
- Mustafa Firuz

## N
- Nabert Jean

## O
- Ogien Ruwen
- Onfray Michel

## P
- Plantinga Alvin
- Popper Karl
- Putnam Hilary

## Q
- Quine Willard van Orman

## R
- Jacques Rancière
- Marc Richir
- Paul Ricœur
- Clément Rosset
- Hartmut Rosa
- Rawls John

## S
- Sangral Stéphane
- Sartre Jean-Paul
- Serres Michel
- Singer Peter
- Sloterdijk Peter
- Stiegler Bernard

## T
- Taylor Charles
- Triki Fathi
- Tuana Nancy

## V
- Velikanov Andreï
- von Redecker Eva
- Vuillemin Jules

## W
- Wittig Monique
- Weil Simone